# Montagny-les-Monts

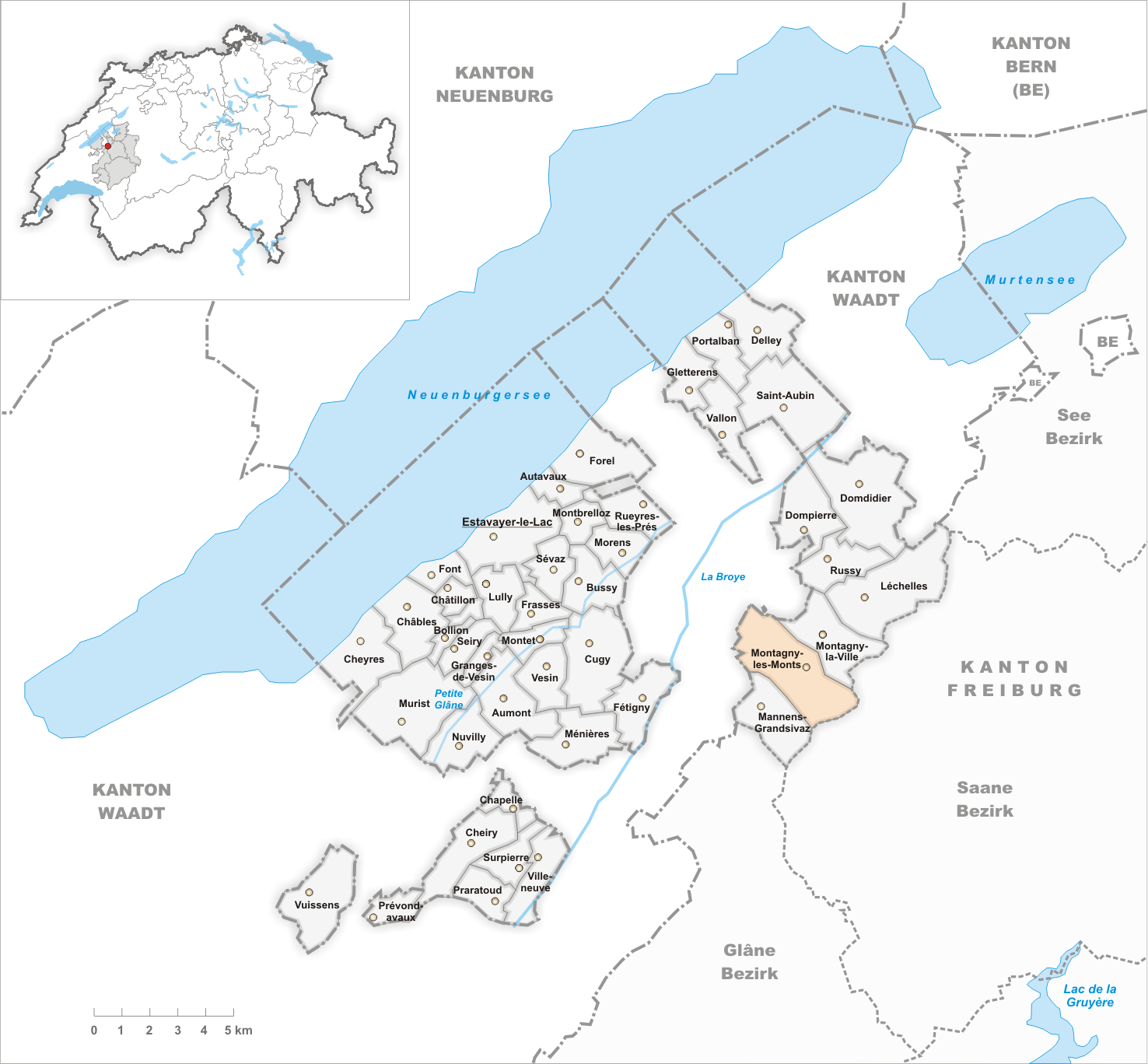
Gemeindestand vor der Fusion am 1. Januar 2000

Montagny-les-Monts ist eine ehemalige Gemeinde des Bezirks Broye des Kantons Freiburg in der Schweiz. Am 1. Januar 2000 wurde die Gemeinde mit der ehemaligen Gemeinde Montagny-la-Ville zur Gemeinde Montagny fusioniert. Der frühere deutsche Name lautet Montenach-Berg.

Luftbild von Montagny-les-Monts (1964)